# Ерико Аракава
Ерико Аракава (јап. 荒川 恵理子; 30. октобар 1979) јапанска је фудбалерка.

## Репрезентација
За репрезентацију Јапана дебитовала је 2000. године. Са репрезентацијом Јапана наступала је на два Олимпијским играма (2004. и 2008) и два Светска првенства (2003. и 2007). За тај тим одиграла је 72 утакмице и постигла је 20 голова.

## Статистика
| Јапан  | Јапан | Јапан |
| Год.   | Ута.  | Гол.  |
| ------ | ----- | ----- |
| 2000   | 2     | 0     |
| 2001   | 0     | 0     |
| 2002   | 0     | 0     |
| 2003   | 13    | 5     |
| 2004   | 10    | 5     |
| 2005   | 0     | 0     |
| 2006   | 14    | 3     |
| 2007   | 15    | 4     |
| 2008   | 14    | 3     |
| 2009   | 1     | 0     |
| 2010   | 0     | 0     |
| 2011   | 3     | 0     |
| Укупно | 72    | 20    |